# Bobby Lea
Robert Lea -conhecido como Bobby Lea (nascido em 17 de outubro de 1983 em Easton em Maryland) é um corredor ciclista estadounidense, evoluindo ao mesmo tempo na estrada e na pista.

## Biografia
Em dezembro de 2015, está suspenso 16 meses por dopagem, após um controle positivo ao oxicodona em setembro de 2015, durante o campeonato dos Estados Unidos de Ciclismo em Pista. a 26 de fevereiro de 2016, a sua suspensão está reduzida a 6 meses. Apanha um corpo de arbitragem que exige que a sua Federação que seja incluido na selecção para as Jogos Olímpicos do Rio.

## Palmarés em pista

### Jogos Olímpicos
- Pequim 2008
  - 16.º do americana
  - 22.º da corrida por pontos
- Londres 2012
  - 12.º do omnium
- Rio 2016
  - 17.º do Omnium

### Campeonatos mundiais
- Saint-Quentin-en-Yvelines 2015
  -  Medalhado de bronze do scratch
  - 13.º da perseguição individual

### Copa do mundo
- 2007-2008
  - 2.º da americana em Copenhaga
- 2014-2015
  - 3.º do omnium em Guadalajara
  - 3.º do omnium em Londres

### Campeonatos Pan-Americanos
- Mar del Plata 2012
  -  Medalha de ouro do scratch
  -  Medalha de bronze do omnium
- Aguacalientes 2014
  -  Medalha de ouro da perseguição individual
  -  Medalha de ouro da americana (com Jacob Duehring)
  -  Medalha de bronze da corrida por pontos
- Santiago de Chile 2015
  -  Medalha de ouro da americana (com Jacob Duehring)
  - Quarto no scratch[6]

### Campeonato dos Estados Unidos
- 2003
  -  Campeão dos Estados Unidos do quilómetro
- 2004
  -  Campeão dos Estados Unidos de perseguição individual
  -  Campeão dos Estados Unidos de perseguição por equipas
- 2005
  -  Campeão dos Estados Unidos de perseguição por equipas Maillot|USA}} Campeão dos Estados Unidos da corrida por pontos
- 2007
  -  Campeão dos Estados Unidos da americana (com Colby Pearce)
- 2009
  -  Campeão dos Estados Unidos do scratch
- 2010
  -  Campeão dos Estados Unidos do omnium
- 2011
  -  Campeão dos Estados Unidos de perseguição individual
  -  Campeão dos Estados Unidos do omnium
- 2012
  -  Campeão dos Estados Unidos de perseguição individual
  -  Campeão dos Estados Unidos da americana (com John Simes)
  -  Campeão dos Estados Unidos da corrida por pontos
- 2013
  -  Campeão dos Estados Unidos de perseguição individual
  -  Campeão dos Estados Unidos da americana (com John Simes)
- 2014
  -  Campeão dos Estados Unidos de perseguição individual
  -  Campeão dos Estados Unidos do omnium
  -  Campeão dos Estados Unidos da americana (com John Simes)
  -  Campeão dos Estados Unidos do scratch
- 2015
  -  Campeão dos Estados Unidos de perseguição individual
  -  Campeão dos Estados Unidos da corrida por pontos
  -  Campeão dos Estados Unidos do omnium
  -  Campeão dos Estados Unidos da americana (com Jacob Duehring)
- 2016
  -  Campeão dos Estados Unidos de perseguição individual
  -  Campeão dos Estados Unidos da corrida por pontos
  -  Campeão dos Estados Unidos do omnium
  -  Campeão dos Estados Unidos da americana (com Zak Kovalcik)

## Palmarés em estrada

### Por anos
- 2006
  - Tour do Ohio :
    - Classificação geral
      - 2.º e 3. ª etapas
- 2011
  - 11.ª, 12.ª e 14.ª etapas da Internacional Cycling Classic
  - 2.º da Harlem Skyscraper Classic
- 2012
  - 3.º do Historic Roswell Criterium
- 2014
  - 3.º do Wilmington Grand Prix
  - 3.º da Crystal Cup
- 2015
  - Madeira Criterium
- 2016
  - 2.º da Clarendon Cup
  - 2.º da Crystal Cup
  - 3.º do Athens Twilight Criterium
- 2019
  - 3.º da Volta de Somerville

### Classificações mundiais
}
| Ano              | 2013  |
| UCI America Tour | 120.º |